# Hessle and Hill Top
 (mars 2023).
Hessle and Hill Top est une paroisse civile du Yorkshire de l'Ouest, en Angleterre.